# New York-Seattle 1909
Le New York-Seattle est une course automobile transcontinentale qui se déroula aux États-Unis du 1er au 23 juin 1909. Le départ est donné à New York conjointement à l’Exposition Alaska–Yukon–Pacifique. La première voiture arriva à Seattle le 23 juin.

## Origine du concours

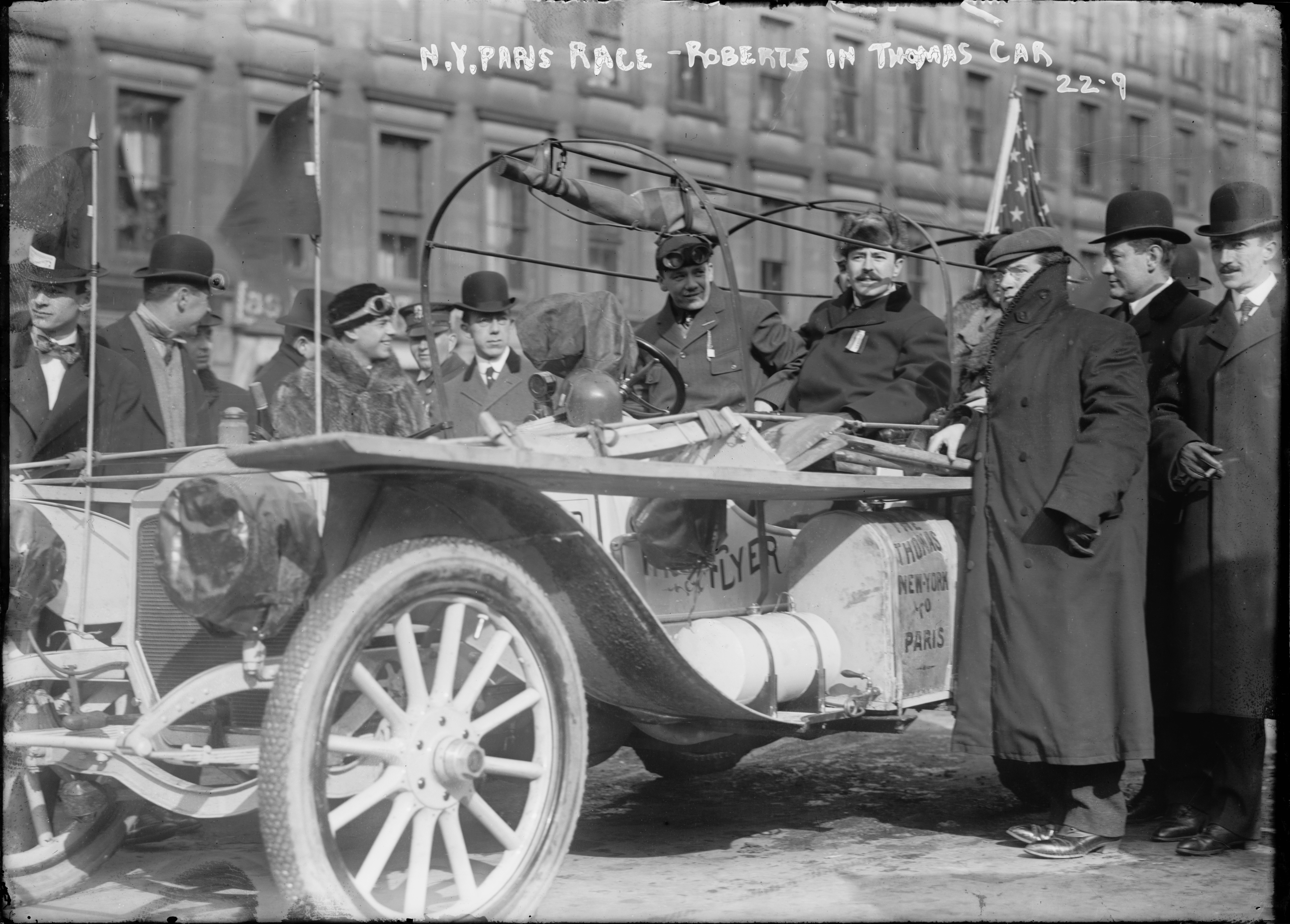
Le pace car établissant la route officiel Thomas Flyer, vainqueur du New York-Paris 1908.

La course était co-sponsorisée par l'Automobile Club of America, le Seattle Automobile Club, l'Exposition Alaska–Yukon–Pacifique et Henry Ford. Le prix et le trophée ont été offerts par Meyer Robert Guggenheim. Le premier prix était de 2 000 $ et le second, de 1 500 $.
Le tracé fut préalablement étudié par une l’avance par une Pioneer car, une Thomas Flyer, qui avait remporté la course New York-Paris de 1908. Il a fallu deux mois à la voiture pour établir un itinéraire pratique.
À l'est du fleuve Mississippi, les voitures ne pouvaient rouler que pendant la journée et devaient respecter les limitations de vitesse locales. À l’ouest du Mississippi, où les routes étaient plus primitives, les concurrents n’avaient aucune limite de vitesse ni d’heures de fonctionnement.

## Déroulement de la course

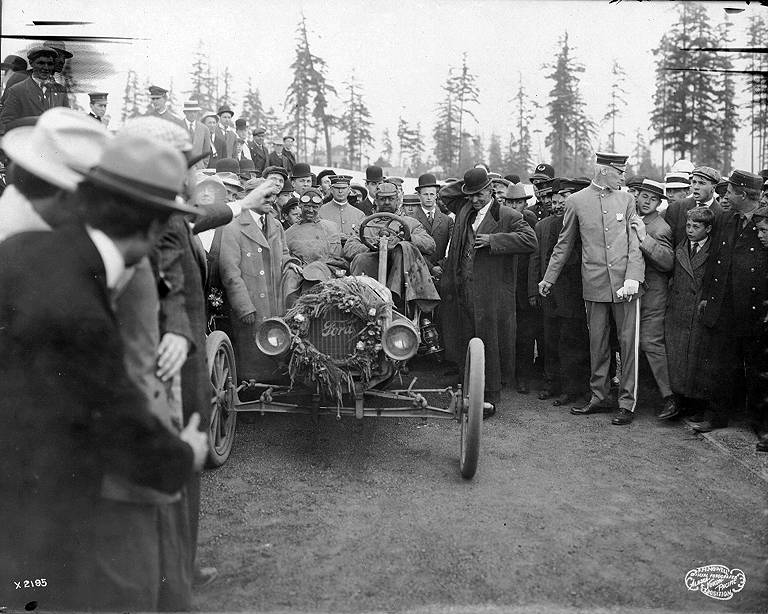
Arrivée de la Ford T victorieuse à Seattle.

La voiture no 2 de Ford, un modèle T, fut la première à franchir la ligne d'arrivée après 23 jours de course. C'était la deuxième année de production du modèle T, et Henry Ford a immédiatement annoncé les résultats de la course. Par la suite ce modèle T est devenu la plus vendue de la première moitié du XXe siècle.
Cinq mois plus tard, la Ford no 2 est disqualifiée pour avoir changé de moteur pendant la course, en violation des règles. La victoire fut réattribuée à une Shawmut, mais la société avait fait faillite depuis.
| \| New York Cleveland Chicago Saint-Louis Kansas City Cheyenne Boise Seattle \| Grandes villes traversées par la Ford n°2. |
| New York Cleveland Chicago Saint-Louis Kansas City Cheyenne Boise Seattle                                                  |